# Lambertella pruni
Lambertella pruni är en svampart som beskrevs av Whetzel, Zeller & Dumont 1971. Lambertella pruni ingår i släktet Lambertella och familjen Rutstroemiaceae.   Inga underarter finns listade i Catalogue of Life.